# People (списание)
People е американско седмично списание, което е специализирано за новини за знаменитости и истории, представляващи публичен интерес. Публикува се от Dotdash Meredith, дъщерно дружество на медийната компания IAC. Първият брой излиза на 4 март 1974 г. С читателска аудитория от 46,6 милиона възрастни през 2009 г. People има най-голямата аудитория от всички американски списания, но пада на второ място през 2018 г., след като читателската му аудитория значително намалява до 35,9 милиона. People има 997 милиона щатски долара приходи от реклама през 2011 г., най-високите рекламни приходи сред американските списания. През 2006 г. то има тираж от 3,75 милиона, а приходите надхвърлят 1,5 милиарда щатски долара. Обявено е за „Списание на годината“ от аналитичния медиен бранд Advertising Age през октомври 2005 г. за отлични постижения в редактирането, разпространението и рекламата. People заема 6-о място в ежегодния списък A-list на списание Advertising Age и 3-то място в списъка Brand Blazers на списание Adweek през октомври 2006 г.
Уебсайтът на People, People.com, се фокусира върху новини за знаменитости и престъпления, новини за кралски семейства, препоръки за мода и начин на живот, както и истории, представляващи интерес за хората.
Списанието People е може би най-известно с годишните си специални издания с класации на „Най-красивите в света“, „Най-добре и най-зле облечените“ и „Най-сексапилните живи мъже“. Седалището на списанието е в Ню Йорк, а в Лос Анджелис и Лондон има редакционни бюра. През 2006 г. поради финансови причини са затворени бюрата в Остин, Маями и Чикаго.

## Sexiest Man Alive
Всяка година списанието определя „Най-сексапилния мъж“. Двукратни носители на тази титла са Брад Пит (1995, 2000), Джордж Клуни (1997, 2006) и Джони Деп (2003, 2009). Ричард Гиър също е номиниран два пъти, но в различни категории: „Най-сексапилната двойка“ (1993) и „Най-сексапилният мъж“ (1999).
| Дата       | Победител                  | Възраст | Забележки                                               |
| ---------- | -------------------------- | ------- | ------------------------------------------------------- |
| 1985-02-04 | Мел Гибсън                 | 29      | 1-вият избраник                                         |
| 1986-01-27 | Марк Хармън                | 34      |                                                         |
| 1987-03-30 | Хари Хамлин                | 35      |                                                         |
| 1988-09-12 | Джон Кенеди-младши         | 27      | най-младият победител, 1-вият починал от списъка (1999) |
| 1989-12-16 | Шон Конъри                 | 59      | най-старият победител                                   |
| 1990-07-23 | Том Круз                   | 28      |                                                         |
| 1991-07-23 | Патрик Суейзи              | 39      | починал през 2009 г.                                    |
| 1992-03-16 | Ник Нолти                  | 51      |                                                         |
| 1993-10-19 | Ричард Гиър Синди Кроуфорд | 44 27   | People избира за първи път двойка – Sexiest Couple      |
| 1995-01-30 | Брад Пит                   | 31      | първа от 2 победи                                       |
| 1996-07-29 | Дензъл Уошингтън           | 41      | първи и единствен афроамериканец                        |
| 1997-11-17 | Джордж Клуни               | 36      | първа от 2 победи                                       |
| 1998-11-16 | Харисън Форд               | 56      |                                                         |
| 1999-11-15 | Ричард Гиър                | 50      | 1-ви двукратен победител                                |
| 2001-11-26 | Пиърс Броснън              | 48      |                                                         |
| 2002-12-02 | Бен Афлек                  | 30      |                                                         |
| 2003-12-01 | Джони Деп                  | 40      | първа от 2 победи                                       |
| 2004-11-29 | Джуд Лоу                   | 31      |                                                         |
| 2005-11-28 | Матю Макконахи             | 36      |                                                         |
| 2006-11-27 | Джордж Клуни               | 45      | втора победа                                            |
| 2007-11-26 | Мат Деймън                 | 37      |                                                         |
| 2008-11-25 | Хю Джакман                 | 40      |                                                         |
| 2009-11-18 | Джони Деп                  | 46      | втора победа                                            |
| 2010-11-17 | Райън Рейнолдс             | 34      | първият канадец в списъка                               |
| 2011-11-16 | Брадли Купър               | 37      |                                                         |
| 2012-11-15 | Чанинг Тейтъм              | 32      |                                                         |
| 2013-11-15 | Адам Лавин                 | 34      |                                                         |
| 2014-11-19 | Крис Хемсуърт              | 31      |                                                         |
| 2015-11-17 | Дейвид Бекъм               | 40      |                                                         |
| 2016-11-15 | Дуейн Джонсън              | 44      |                                                         |
| 2017-11-14 | Блейк Шелтън               | 41      |                                                         |
| 2018-11-05 | Идрис Елба                 | 46      |                                                         |
| 2019-11-13 | Джон Леджънд               | 40      |                                                         |
| 2020-11-30 | Майкъл Б. Джордан          | 33      |                                                         |
| 2021-11-10 | Пол Ръд                    | 52      |                                                         |
| 2022-01-07 | Крис Евънс                 | 41      |                                                         |
| 2023-11-07 | Патрик Демпси              | 57      |                                                         |